# El rey del invierno
El rey del invierno (título original: The Winter King) es el primer libro de la serie Crónicas del señor de la guerra, de Bernard Cornwell. La trilogía cuenta la leyenda del Rey Arturo vista a través de los ojos de su seguidor Derfel Cadarn.

## Introducción
El rey del invierno empieza con Derfel, un anciano monje que vive en el monasterio de Dinnewrac, en el reino galés de Powys (el ficticio Dinnewrac está situado cerca de la moderna Welshpool). Está al servicio del obispo Sansum, que en el monasterio es reverenciado como un santo. La reina de Powys, Igraine, llega al monasterio a orar para concebir un niño. Cuando se entera de que Derfel fue uno de los guerreros del Rey Arturo, lo comisiona para que escriba la historia de Arturo. Como el obispo Sansum es enemigo de Arturo y de Derfel y ha promovido que la historia de Arturo es una herejía pagana, Igraine lo convence de que Derfel está traduciendo el Evangelio a la lengua sajona con la esperanza de convertir a los sajones al cristianismo. Sansum depende de los guerreros de Powys para proteger a su monasterio, así que acepta el engaño, apoyado además por el hecho de que Sansum no puede leer.
Derfel narra su historia desde el día, cuando él tiene quince años, en que nace Mordred, nieto del rey Uther Pendragon y su heredero tras la muerte de su hijo, también llamado Mordred. El nacimiento del niño es considerado un mal presagio, pues ha nacido con un pie retorcido, y muchas voces claman que sea el hijo bastardo de Uther, Arturo, quien le suceda. Para proteger al niño, este y su madre, la princesa Norwenna, son enviados a Ynys Wydrim, la aldea donde Merlín (que lleva años desaparecido), acogió a Derfel cuando era solo un huérfano superviviente al ataque de su aldea, propiciado por el rey Gundleus y su esbirro, el druida Tanaburs, que trató de ofrecerlo en sacrificio a los dioses sin éxito. Derfel solo es un joven que sueña con ser soldado y ama con locura a Nimue, su compañera de la infancia que tiempo atrás se convirtió en la amante de Merlín y en su sacerdotisa.
El rey Uther, para proteger a su nieto de posibles ataques a su persona, nombra a Arturo su protector junto a otros, entre los que se incluye el ausente Merlín, y para firmar la paz desposa a Norwenna con el rey Gundleus. Poco después, tras la muerte de Uther, la traición de Gundleus se hace patente, atacando Ynys Wydrim junto a sus hombres, matando a Norwenna, tratando de hacer lo mismo con Mordred y realizando crueles barbaridades, como violar a Nimue y dejarla tuerta. Solo la llegada de Arturo permitirá evitar la muerte del pequeño Mordred, apresando a Gundleus y escoltando al pequeño Mordred hasta un lugar seguro. Derfel se convertirá en guerrero, su mayor sueño, por gracia de Arturo, y con el tiempo se convertirá en uno de sus más leales hombres.
Britania, y en especial el reino de Dumnonia, está en crisis, en constantes enfrentamientos con los reinos del sur, lo que llevará a Arturo a tratar de firmar la paz prometiéndose a la princesa Ceinwyn, hija de su enemigo Gorfyddyd. Sin embargo, este pacto no se cumplirá, ya que, al conocer a Ginebra, Arturo se desposará con ella en secreto y provocará la guerra que tanto trató de evitar.
El rey del invierno culmina con la victoria de Arturo en la batalla del valle del Lugg, y las posteriores venganzas tanto de Nimue contra Gundleus como de Derfel contra Tanaburs.

## Personajes de El rey del invierno
- Derfel Cadarn – Protagonista principal, narrador
- Arturo – Hijo bastardo de Uther, protector de Mordred
- Ginebra – Princesa de Henis Wyren, esposa de Arturo
- Merlín – Señor de Avalon, druida y defensor de la religión celta
- Mordred – Niño Rey, nieto y heredero de Uther por ser el hijo póstumo de su único hijo legítimo
- Nimue – Sacerdotisa, amante de Merlín
- Morgana- Hermana mayor de Arturo, hija bastarda de Uther, profetisa de Merlín y Primera sacerdotisa
- Ceinwin-Princesa de Powys, antigua prometida de Arturo
- Uther – Gran Rey de Dumnonia, el Pendragon

- Datos: Q1147949